# Azmy Mehelba
Azmy Muhammad Azmy Abdulaziz Mehelba (in arabo عزمي محمد عزمي عبد العزيز محيلبة‎?; Alessandria d'Egitto, 26 marzo 1991) è un tiratore a volo egiziano.
Ha partecipato ai Giochi di Londra 2012, di Rio de Janeiro 2016 e di Tokyo 2020, gareggiando nel tiro a volo individuale, nella specialità skeet.
Nel 2022 ha vinto 1 bronzo ai Giochi del Mediterraneo.
Nel 2023 ha vinto 1 argento ai Campionati mondiali.
È il fratello dell'anch'esso tiratore a volo Abdel-Aziz Mehelba.